# Karl II av Pfalz
Karl II av Pfalz , född 31 mars 1651, död 26 maj 1685, var regerande kurfurste av Pfalz från 1680 till 1685. 
Han var son till Karl I Ludvig av Pfalz och Charlotte av Hessen-Kassel. 1671 ingick Karl II äktenskap med Wilhelmine Ernestine av Danmark, ett äktenskap som var arrangerat av fastern Sofia av Pfalz och som blev barnlöst. Efter Karl II:s död och det efterföljande Pfalziska tronföljdskriget gick Kurpfalz över till den katolska grenen Neuburg av Huset Wittelsbach.